# Конкиста (Минас-Жерайс)
Конкиста (порт. Conquista) — муниципалитет в Бразилии, входит в штат Минас-Жерайс. Составная часть мезорегиона Триангулу-Минейру-и-Алту-Паранаиба. Входит в экономико-статистический микрорегион Убераба. Население составляет 5401 человек на 2006 год. Занимает площадь 616,211 км². Плотность населения — 8,8 чел./км².

## История
Город основан 12 октября 1912 года.

## Статистика
- Валовой внутренний продукт на 2003 год составляет 70 709 760,00 реалов (данные: Бразильский институт географии и статистики).
- Валовой внутренний продукт на душу населения на 2003 год составляет 12 357,53 реалов (данные: Бразильский институт географии и статистики).
- Индекс развития человеческого потенциала на 2000 год составляет 0,779 (данные: Программа развития ООН).